# Grand Prix 3; Alternatieve Elfstedentocht Weissensee 2025
De Marathonschaatsen 2024/2025 Grand Prix 2; sprint 2025 was de tweeëntwintigste wedstrijd van het Marathonseizoen en de derde wedstrijd van de Grand Prix die op woensdag 27 januari zou plaatsvinden, maar vanwege de weersomstandigheden verplaatst was naar vrijdag 31 januari op de Weissensee in Oostenrijk. De Alternatieve Elfstedentocht is de langste wedstrijd van de zes Grand Prix wedstrijden en is het hoogtepunt op de Weissensee. De vrouwen en mannen rijden beiden 200 kilometer. Het is de tweeendertisgte editie van de Alternatieve Elfstedentocht.
De natuurijs-'Grand Prix' bestaat uit een reeks van zes wedstrijden waarbij buitenlands natuurijs centraal staat. De eerste drie wedstrijden worden gereden op de Weissensee (Oostenrijk). De laatste drie wedstrijden worden gereden op de Botnische Golf bij Luleå (Zweden). De afstanden variëren tussen de 30 en 200 kilometer. Zowel de mannen als vrouwen rijden de Grand Prix-wedstrijden en na zes wedstrijden wordt een eindklassement opgemaakt.
De wedstrijd werd van woensdag 29 januari met een dag verplaatst naar donderdag 30 januari. Vanwege de dooi en weeromstandigheden was de Grand Prix 2 met een dag vervroegd omdat voor die wedstrijd er al onzekerheden waren. Na overleg met de lokale autoriteiten en de organisatie van de Alternatieve Elfstedentocht en de KNSB werd er besloten dat er geen marathonwedstrijd zou worden gereden. De beslissing werd gebaseerd op het uitblijven van voldoende vorst in de nacht van dinsdag op woensdag, maar ook op de voorspelling dat er sneeuwregen wordt verwacht die het onmogelijk maakt de baan optimaal te prepareren voor een wedstrijd op donderdag. De geplande Alternatieve Elfstedentoertocht voor recreanten op vrijdag 31 januari kan wel doorgang vinden. De andere keren dat de tocht niet doorging was in 2007 en 2014 door sneeuw en in 2021 en 2022 vanwege de Coronapandemie.

## Tijdschema
| Datum                     | Tijd (CET) | Onderdeel |
| ------------------------- | ---------- | --------- |
| Donderdag 30 januari 2025 | 7:00       | Vrouwen   |
| Donderdag 30 januari 2025 | 7:00       | Mannen    |

## Podia
| Klasse              | Eerste              | Tweede              | Derde               |
| ------------------- | ------------------- | ------------------- | ------------------- |
| Top-divisie mannen  | Niet van toepassing | Niet van toepassing | Niet van toepassing |
| Top-divisie vrouwen | Niet van toepassing | Niet van toepassing | Niet van toepassing |

Marathon Cup 1 · 
Marathon Cup 2 · 
Marathon Cup 3 ·
Marathon Cup 4 · 
Marathon Cup 5 · 
Marathon Cup 6 · 
Marathon Cup 7 · 
Marathon Cup 8 · 
De Vier van Noord-Holland 1 · 
De Vier van Noord-Holland 2 · 
De Vier van Noord-Holland 3 · 
De Vier van Noord-Holland 4 · 
Marathon Cup 9 · 
NK kunstijs · 
Marathon Cup 10 · 
Marathon Cup 11 · 
Marathon Cup 12 · 
Marathon Cup 13 · 
Grand Prix 1 · 
Open NK natuurijs · 
Grand Prix 2 · 
Grand Prix 3 · Marathon Cup 14 · 
Marathon Cup 15 · 
Grand Prix 4 · 
Grand Prix 5 · 
Grand Prix 6 ·  
Marathon Cup 16  · 
Klassementen: KNSB Cup ·
Jongeren · 
Ploegen ·
Grand Prix ·
Club-assistent Brabantcup ·
De Vier van Noord-Holland
Lijst van schaatsmarathonrijders 2024/2025